# Topsentia vaceleti
Topsentia vaceleti is een gewone sponsensoort uit de familie van de Halichondriidae. De wetenschappelijke naam van de soort is voor het eerst geldig gepubliceerd in 2012 door Kefalas & Castritsi-Catharios.